# Чешка, Зденек
Зденек Чешка (чеш. Zdeněk Češka; (6 февраля 1929, Прага — 14 января 2023, там же) — чешский учёный в области общественного права, политический деятель, академик АН Чехословакии (1988).

## Биография
После окончания гимназии поступил на юридический факультет Карлова университета и с 1955 по 1993 год работал там же: доцент, с 1970 года профессор, декан юридического факультета, с 1973 года проректор, в 1976—1990 годах ректор.
На XVI и XVII съездах Коммунистической партии Чехословакии избирался членом ЦК. Депутат Народного собрания трёх созывов (1976—1990).
С 1977 г. член-корреспондент, с 1988 академик Чехословацкой АН (ЧСАН), в 1978—1989 гг. — член президиума ЧСАН. Почётный доктор Московского государственного университета с 1980 г.
В 1979 году награждён Орденом Труда.
С 1991 года работал практикующим юристом, в 1993 году вместе с двумя компаньонами основал юридическую фирму «Цисарж, Чешка, Смутны» («Císař, Češka, Smutný») (комплексное консультирование и вопросы, связанные с социальной ответственностью).

## Сочинения
- Občianske procesné právo. Bratislava: Obzor, 1990, 473 s.
- Občanské právo procesní. Praha: Panorama, 1989, 447 s.
- Občanský zákoník: komentář. Praha: Panorama, 1987, 2 sv.
- Československé rodinné právo: celošt. vysokošol. učebnica pre právn. fak. vys. škol. Bratislava: Obzor,1986, 329 s.
- Československé rodinné právo. Praha: Panorama, 1985, 307 s.
- Exekuce na plat. Praha: Orbis, 1959, 167, [4] s.

Соавтор изданной на русском языке коллективной монографии:
- Гражданско-правовое регулирование отношений по удовлетворению потребностей граждан / [В. П. Грибанов, З. Чешка, Е. А. Суханов и др.]; Под. ред. В. П. Грибанова, З. Чешки. — Москва : Изд-во МГУ, 1989. — 221,[2] с.; 21 см; ISBN 5-211-00254-7